# 祁舉
祁舉（？—前650年），春秋时期晋国的大夫。
前650年，晋惠公即位，杀死了里克。派丕郑出使秦国。他对秦穆公说郤芮、吕省、郤称不同意给秦国土地，建议立重耳。事泄，晋惠公杀死丕郑、祁举和七个舆大夫：左行共华、右行贾华、叔坚、骓歂、纍虎、特宫、山祁。七舆大夫都是里克、丕郑的党羽。